# Dąbrowica Mała
Dąbrowica Mała – wieś w Polsce położona w województwie lubelskim, w powiecie bialskim, w gminie Piszczac.
| SIMC    | Nazwa    | Rodzaj    |
| ------- | -------- | --------- |
| 1022831 | Kuliki   | część wsi |
| 1023279 | Zamoście | część wsi |

W latach 1975–1998 miejscowość administracyjnie należała do województwa bialskopodlaskiego. 
Wieś jest sołectwem w gminie Piszczac. Według Narodowego Spisu Powszechnego z roku 2011 wieś liczyła 286 mieszkańców i była ósmą co do wielkości miejscowością gminy.
W latach 1909–1995 mieszkał tu malarz prymitywista Bazyli Albiczuk; w miejscowej świetlicy wiejskiej znajduje się poświęcona artyście tablica oraz izba pamięci, są tu m.in. jego łóżko i skrzypce. Znajduje się tu też niewielki cmentarz prawosławny, na którym pochowano artystę.
Wierni Kościoła rzymskokatolickiego należą do parafii Podwyższenia Krzyża Świętego w Piszczacu.